# Birra in Germania
La birra in Germania è la bevanda nazionale del Paese, parte integrante della cultura tedesca. I tedeschi seguono solo i cechi nelle statistiche di consumo di birra pro capite, ma il "primato mondiale di bevitori di birra" è dei bavaresi con una media annua di 240 litri a testa.
Importanza storica per la birra tedesca ha il Reinheitsgebot, una legge promulgata nel 1516 (e a cui ancora oggi alcuni birrifici tedeschi si attengono) che proibiva l'impiego di materie prime di scarsa qualità nel processo produttivo.

## Stili di birra tedeschi

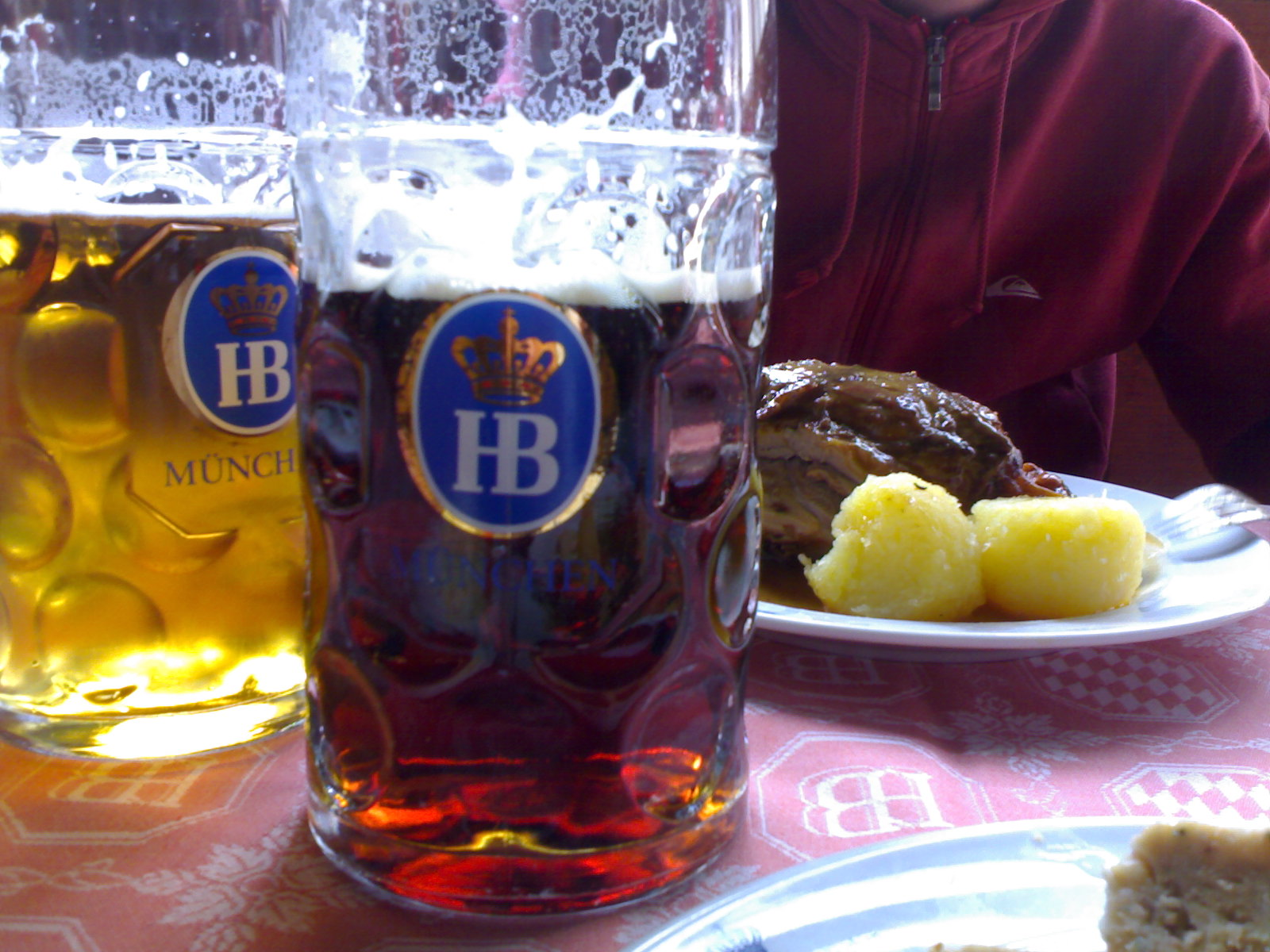
Un boccale di helles e uno di dunkel serviti all'Hofbräuhaus di Monaco.

La birra più popolare in Germania è la Pils, abbreviazione di Pilsener, leggera e a bassa fermentazione; fra le birre stagionali in primavera è caratteristica la Maibock o la Doppelbock e in autunno la birra che si beve all'Oktoberfest di Monaco di Baviera. Tipica della valle del Basso Reno è la Altbier, birra antica ad alta fermentazione prodotta secondo la tradizione. Altro tipo di birra è la Weizen bier, birra di frumento che si produce nel sud ed anche a Berlino: la Berliner Weisse (bianca di Berlino). Sono molto diffuse, sempre tra le birre di frumento, anche le varianti scure, denominate dunkel o schwarze. Si trovano in Germania anche una birra leggermente affumicata, la Rauchbier, specialità di Bamberga e una birra più densa, specialità di Kulmbach, detta Eisbock ottenuta con un processo di congelamento.
Gli stili birrari più significativi sono:

### Stili ad alta fermentazione
- Altbier: birra luppolata di colore ambrato scuro, prodotta nella regione di Düsseldorf e nella Bassa Renania. (11-12° Plato, 4.5-5% vol).
- Berliner Weisse: birra di frumento chiara, molto saporita, prodotta a Berlino. Spesso servita con l'aggiunta di sciroppi di frutta. (9° Plato, 2.5-5% vol.)
- Gose di Lipsia: birra di frumento ambrata, molto saporita. Non fu più prodotta tra il 1966 e il 1985, quando tornò sui mercati restando comunque poco diffusa. (10-12° Plato, 4-5% vol.)
- Kölsch: chiara dal corpo leggero, per legge può essere prodotta solo nella regione di Colonia. (11-12° Plato, 4.5-5% vol.)
- Roggenbier: scura, prodotta con malti di segale; dal particolare sapore di cereali, che ricorda il pane integrale. (4.5-6% vol.)
- Weizen: in generale, è la "birra di frumento". (12-12.5° Plato, 5-5.6% vol.)
- Weizenbock: birra di frumento forte e scura. (16-17° Plato, 6.5-8% vol.)

### Stili a bassa fermentazione
- Bock: ambrata, dal corpo forte, dolce-amara. (16-17° Plato, 6.5-7% vol.)
- Doppelbock: molto corposa, forte e scura. (18-28° Plato, 8-12% vol.)
- Dunkel Bock: scura, corpo forte, incupita nel colore dall'impiego di malti scuri. (16-17° Plato, 6.5-7% vol.)
- Dunkel: scura, si trova in due varietà: dolce e maltosa a Monaco, più secca e luppolata in Franconia.
- Eisbock: variante della Doppelbock, prodotta tramite "distillazione a freddo". (18-28° Plato, 9-15% vol.)
- Export: chiara più corposa e maltata ma meno luppolata di una pilser. Originaria di Dortmund, era la più popolare negli anni 1950-60. (12-12.5° Plato, 5-5.5% vol.)
- Helles: indica le lager chiare e maltose, classicamente quelle bavaresi. (11-12° Plato, 4.5-5% vol.)
- Maibock: chiara ma forte, una strong lager prodotta in primavera. (16-17° Plato, 6.5-7% vol.)
- Märzen - Oktoberfestbier: dal corpo medio e maltosa, si trova in varietà chiare, ambrate e scure. È la birra servita all'Oktoberfest di Monaco. (13-14° Plato, 5.2-6% vol.)
- Pilsener: chiara dal corpo leggero, secca e un prominente carattere luppolato. Reinterpretazione delle Pils Boeme, è lo stile più diffuso, occupa i due terzi del mercato. (11-12° Plato, 4.5-5% vol.)
- Rauchbier: solitamente scura e dal gusto di affumicato dovuto all'utilizzo di malti affumicati. Specialità della regione di Bamberga. (12-13° Plato, 5-5.5% vol.)
- Schwarzbier: scura, dal gusto pieno di cioccolato e abbrustolito. (11-12° Plato, 4.5-5% vol.)
- Spezial: chiara, corposa, dolce-amara e delicatamente luppolata. (13-13.5° Plato, 5.5-5.7% vol.)

## I birrifici in Germania
In quasi tutte le città tedesche c'è almeno un birrificio. Il più antico ancora in funzione e forse il più antico del mondo, è l'Abbazia di Weihenstephan, nella città bavarese di Frisinga, costruita nel 1040. Nel 2000 c'erano in Germania oltre 1400 birrerie e circa 600 birrifici che producevano oltre 4000 marchi. Circa la metà dei produttori di birra tedeschi è bavarese e, in particolare, la zona dove si concentrano maggiormente gli stabilimenti è quella attorno alla città di Bamberga.
Tra i più grandi birrifici tedeschi, con marchi conosciuti in tutto il mondo, si ricordano:
- Augustiner, Monaco
- Beck's, Brema
- Bitburger, Bitburg
- Erdinger, Erding
- Franziskaner, Monaco
- Hacker-Pschorr, Monaco
- Hofbräu (HB), Monaco
- Krombacher, Kreuztal
- Löwenbräu, Monaco
- Oettinger
- Paulaner, Monaco
- Spaten, Monaco
- Veltins, Meschede-Grevenstein
- Warsteiner, Warstein

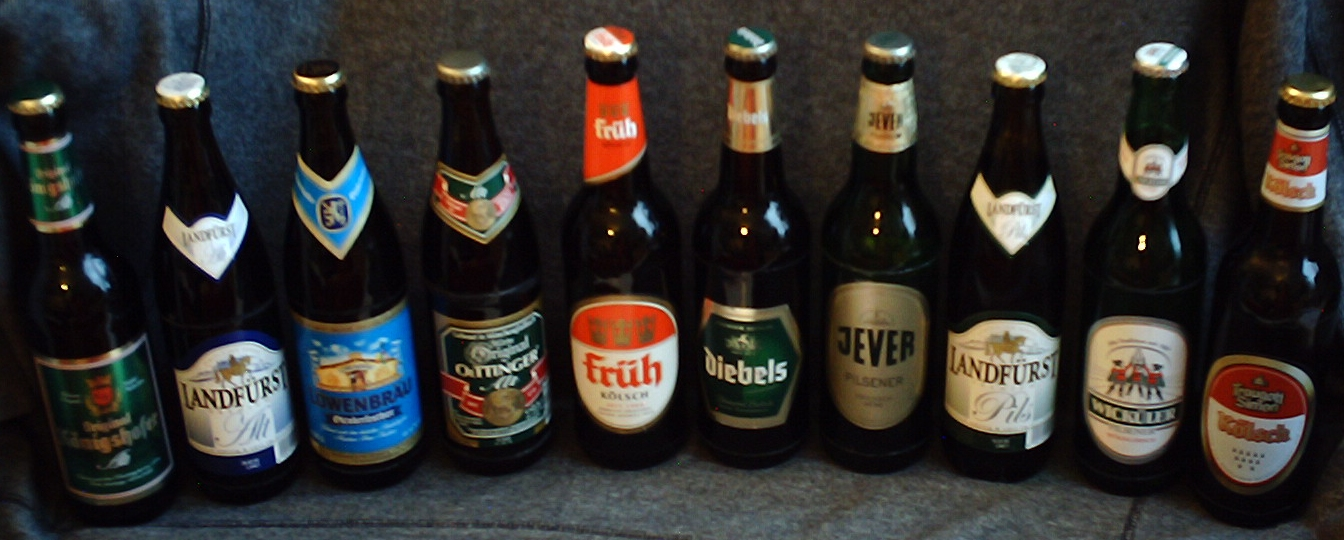
Alcune bottiglie di birre tedesche.

Altrettanto particolari sono le birre dei piccoli e medi produttori: visitando la Germania può essere piacevole scoprirle, tenendo conto che ogni regione ha le sue specialità.

## Le feste della birra

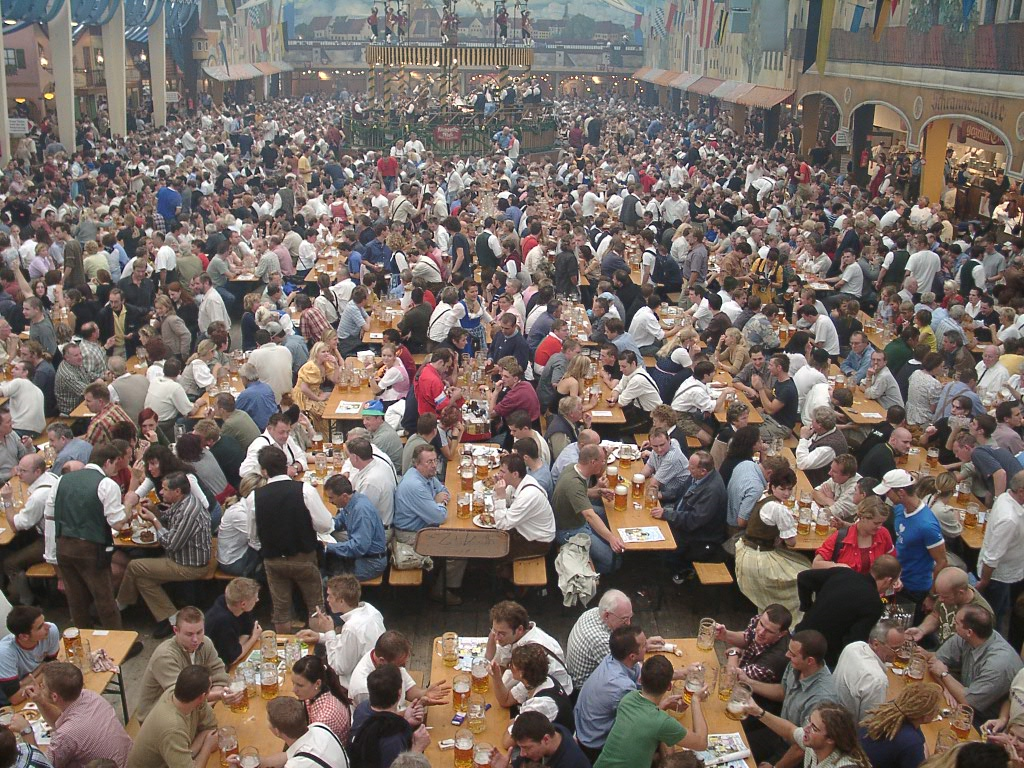
L'Oktoberfest di Monaco

Le feste della birra sono presenti in diversi paesi tedeschi, ma la più famosa e frequentata anche da molti stranieri è l'Oktoberfest di Monaco di Baviera, una delle feste popolari più grandi in Europa che risale al 1810. La principale attrazione è rappresentata dalla birra, che viene servita a fiumi con montagne di carne e salsicce fra baracconi, attrazioni di ogni genere e orchestre folkloristiche, in padiglioni montati ad hoc per questa occasione in un largo spiazzo del parco Theresenwiese e gestiti dai sei birrifici della città. Molti partecipanti indossano il tradizionale costume bavarese, quasi d'obbligo per i locali. La festa inizia a fine settembre, dura 16 giorni e comincia con la sfilata attraverso la città dei carri che portano i barili di birra accompagnati da una folla in processione fino al parco: qui il sindaco della città apre solennemente il primo barile e pronuncia la frase d'apertura "O'zapft is!" ("È stappata!").
In realtà l'origine dell'Oktoberfest è legata alla necessità dei produttori di smaltire le giacenze di birra prodotte l'anno precedente.
Un'altra grande festa popolare tedesca della birra si tiene annualmente a Stoccarda: si tratta del Cannstatter Volksfest, frequentato più da tedeschi e meno da turisti rispetto alla festa di Monaco.